# Касуміґаура (Ібаракі)

36°9′7″ пн. ш. 140°14′14″ сх. д. / 36.15194° пн. ш. 140.23722° сх. д.
Касуміґау́ра (яп. かすみがうら市, かすみがうらし, МФА: [kasumʲigauɾa ɕi̥]) — місто в Японії, в префектурі Ібаракі.

## Короткі відомості
Розташоване в центральній частині префектури, на західному березі озера Касуміґаура, в нижній течії річки Тоне. Виникло на основі приозерного порту та декількох сільських поселень раннього нового часу. Назване на честь місцевого озера. Отримало статус міста 28 березня 2005 року. Основою економіки є садівництво і городництво, вирощування коренів лотоса, японських груш та винограду. Станом на 1 жовтня 2007 площа міста становила 118,77 км². Станом на 1 серпня 2008 населення міста становило 44 310 осіб.